# Disc-Kamera

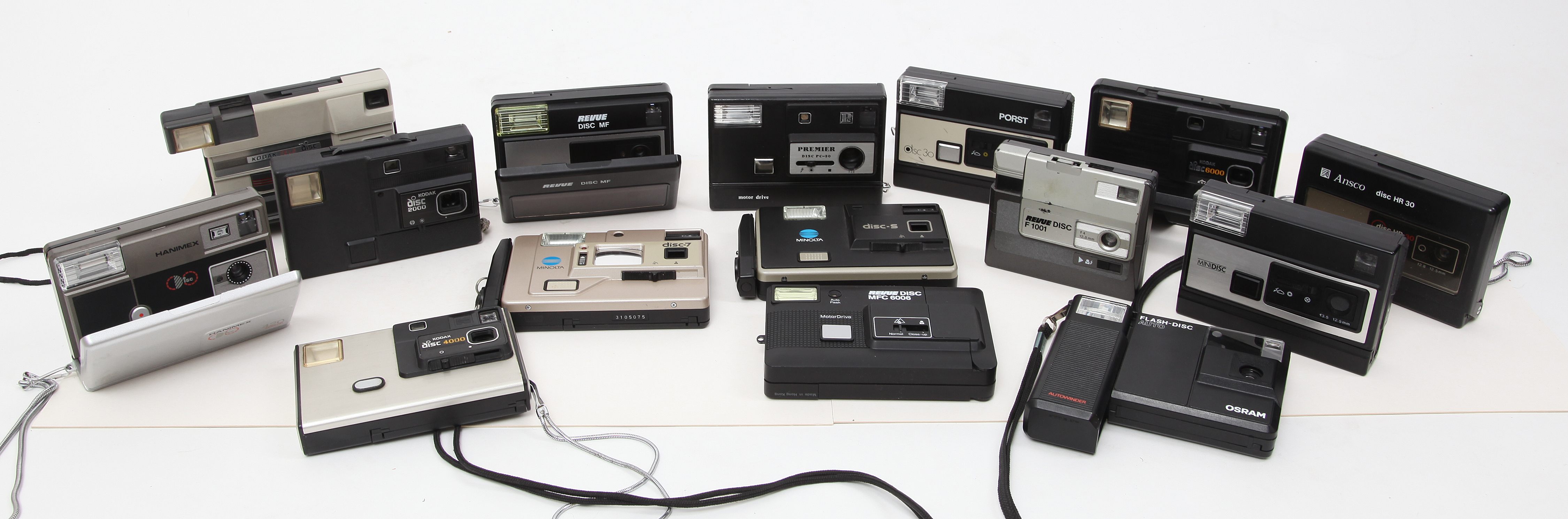
Disc-Kameras von verschiedenen Herstellern

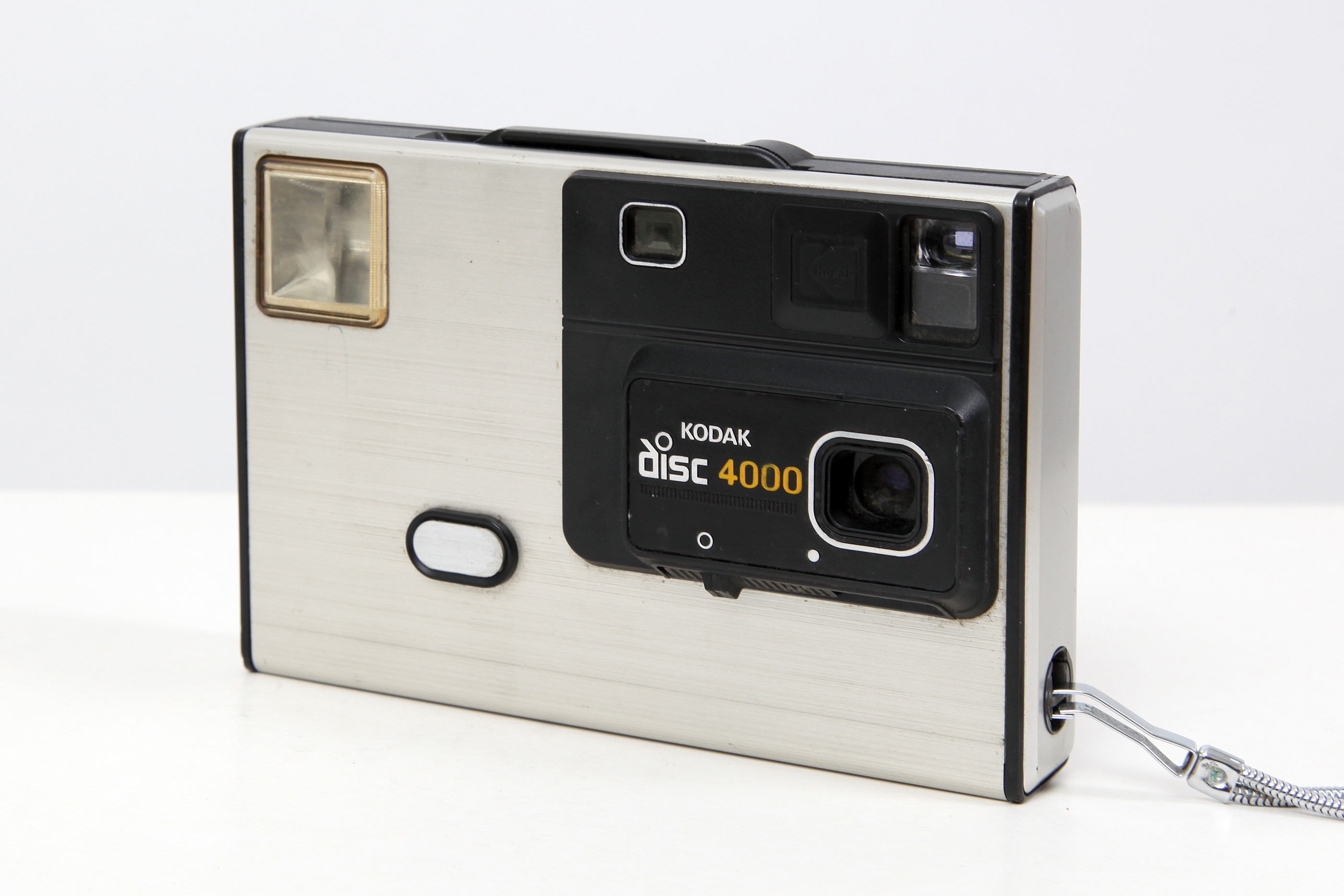
Kodak Disc 4000

Die Disc-Kameras waren Anfang der 1980er Jahre der Versuch, ein neues Aufnahmeformat (den Kodak-Disc-Film) einzuführen, um die Handhabung der Medien in der Entwicklung zu vereinfachen. Dieses Format konnte sich aber nicht durchsetzen, und die Disc-Kameras sind rasch wieder vom Markt verschwunden. 
Die Filme bestanden aus einer kreisrunden Scheibe mit einer Kunststoffnabe, eingelegt in einen lichtdichten Umschlag aus Pappe mit einem Belichtungsfenster. Auch dieses Filmmaterial ist nicht mehr erhältlich.